# Battletoads (игра, 2020)
Battletoads — игра в жанре beat ’em up, разработанная компанией Dlala Studios под контролем Rare и изданная Xbox Game Studios. Является перезапуском серии игр Battletoads и первой игрой серии за 26 лет, прошедшие с выпуска Battletoads Arcade в 1994 году. Релиз игры состоялся 20 августа 2020 года для платформ Xbox One и Windows.

## Игровой процесс
Как и оригинальная Battletoads, игра представляет собой beat ’em up с прокруткой. До трёх игроков могут играть совместно в качестве Раша, Пимпла и Зитца, каждый из которых обладает различным стилем игры. Графический стиль игры анимирован вручную и более напоминает мультфильм, чем предыдущие игры.
В игре есть полоса препятствий, напоминающая знаменитый своей сложностью Турботоннель из оригинальной игры, но вместо вида сбоку, как в оригинале, камера в ремейке расположена позади мотоциклов. Обновлённый уровень сохранил свою ностальгическую сложность, а экран «Game over» содержит ободряющее напутствие для игрока, а также набор параметров изменения уровня сложности.

## Сюжет
На протяжении 26 лет боевые жабы заперты в бункере-симуляторе фантазий. Очнувшись, они осознают, что более не являются межгалактическими героями и канули в неизвестность. Чтобы вернуть себе былую славу, герои не придумали ничего лучше, чем повторно бросить вызов старинному врагу, Тёмной королеве. Однако, их ждёт разочарование: Тёмная королева безобидна, её силы похитили Топиане — злобная инопланетная раса. Поскольку именно Топиане в своё время заточили жаб в бункер, герои решают объединиться с королевой против общего врага.

## Разработка
Игра была разработана студией Dlala при поддержке Rare. Dlala Studios ранее работала над Overruled, другой игрой в жанре beat ’em up. До анонса игры на E3 2018 в серии игр Battletoads не выходило ни одной игры с 1994 года, а прошлые игры последний раз выходили в рамках сборника 2015 года Rare Replay. Компания Rare решила переделать классический игровой процесс Battletoads без ограничений аппаратного обеспечения 1980-х годов. Первый игровой трейлер был представлен на июньском E3 2019, а в ноябре на выставке «X019» можно было поиграть в неё. Изначально игру планировалось выпустить в 2019 году, но затем релиз перенесли на 20 августа 2020 года для Xbox One и Windows.

## Отзывы и критика
В предварительном обзоре игры IGN написал, что в игре не было сложного платформера, которым была известна оригинальная игра, хотя и эта игра оставалась такой же сложной. GamesRadar похвалил прогресс Dlala в демо-версии игры, которую тестировали в середине 2019 года.

### Критика
| Сводный рейтинг       | Сводный рейтинг           |
| Агрегатор             | Оценка                    |
| --------------------- | ------------------------- |
| Metacritic            | (PC) 66/100 (XOne) 72/100 |
| Иноязычные издания    |                           |
| Издание               | Оценка                    |
| Destructoid           | 7/10                      |
| Eurogamer             | 8/10                      |
| Game Informer         | 5/10                      |
| GameSpot              | 6/10                      |
| Hardcore Gamer        | [ 16 ]                    |
| IGN                   | 8/10                      |
| Русскоязычные издания |                           |
| Издание               | Оценка                    |
| 3DNews                | 6/10                      |
| «Игромания»           | [ 19 ]                    |
| «Канобу»              | 7/10                      |

Игра получила смешанные отзывы. Веб-сайт отзывов Metacritic выдаёт 66/100 для Windows-версии и 72/100 для Xbox One. Крис Скаллион из Pure Xbox дал игре 8 баллов из 10, похвалив анимацию, диалоги, саундтрек и широкий диапазон настраиваемой сложности, в то же время раскритиковав повторяющиеся уровни, ограниченный набор движений и секции-головоломки. Джо Джаба из Game Informer оценил игру на 5/10 и назвал её «мелким болотцем», подвергнув критике за «агрессивно несмешные» тексты, бедную историю и «посредственные» сражения, упомянув, что игра оставляет ощущение незаконченности, однако похвалил управление и отсутствие технических проблем.

## Комментарии
- Shea, Brian. Battletoads Preview – Zitz And All (англ.). Game Informer (25 ноября 2019). Дата обращения: 22 декабря 2019.